# Maurice Tillette
Maurice Tillette (Boulogne-sur-Mer, 29 dicembre 1884 – Boulogne-sur-Mer, 26 agosto 1973) è stato un calciatore francese, di ruolo portiere.

## Carriera

### Nazionale
Ha collezionato 2 presenze con la propria Nazionale.

### Cronologia presenze e reti in Nazionale
| Cronologia completa delle presenze e delle reti in nazionale ― Francia | Cronologia completa delle presenze e delle reti in nazionale ― Francia | Cronologia completa delle presenze e delle reti in nazionale ― Francia | Cronologia completa delle presenze e delle reti in nazionale ― Francia | Cronologia completa delle presenze e delle reti in nazionale ― Francia | Cronologia completa delle presenze e delle reti in nazionale ― Francia | Cronologia completa delle presenze e delle reti in nazionale ― Francia | Cronologia completa delle presenze e delle reti in nazionale ― Francia |
| Data                                                                   | Città                                                                  | In casa                                                                | Risultato                                                              | Ospiti                                                                 | Competizione                                                           | Reti                                                                   | Note                                                                   |
| ---------------------------------------------------------------------- | ---------------------------------------------------------------------- | ---------------------------------------------------------------------- | ---------------------------------------------------------------------- | ---------------------------------------------------------------------- | ---------------------------------------------------------------------- | ---------------------------------------------------------------------- | ---------------------------------------------------------------------- |
| 10-5-1908                                                              | Rotterdam                                                              | Paesi Bassi                                                            | 4 – 1                                                                  | Francia                                                                | Amichevole                                                             | -                                                                      |                                                                        |
| 22-10-1908                                                             | Londra                                                                 | Danimarca                                                              | 17 – 1                                                                 | Francia                                                                | Olimpiadi 1908                                                         | -                                                                      |                                                                        |
| Totale                                                                 |                                                                        | Presenze                                                               | 2                                                                      |                                                                        | Reti                                                                   | 0                                                                      |                                                                        |